# Jazzgitaar

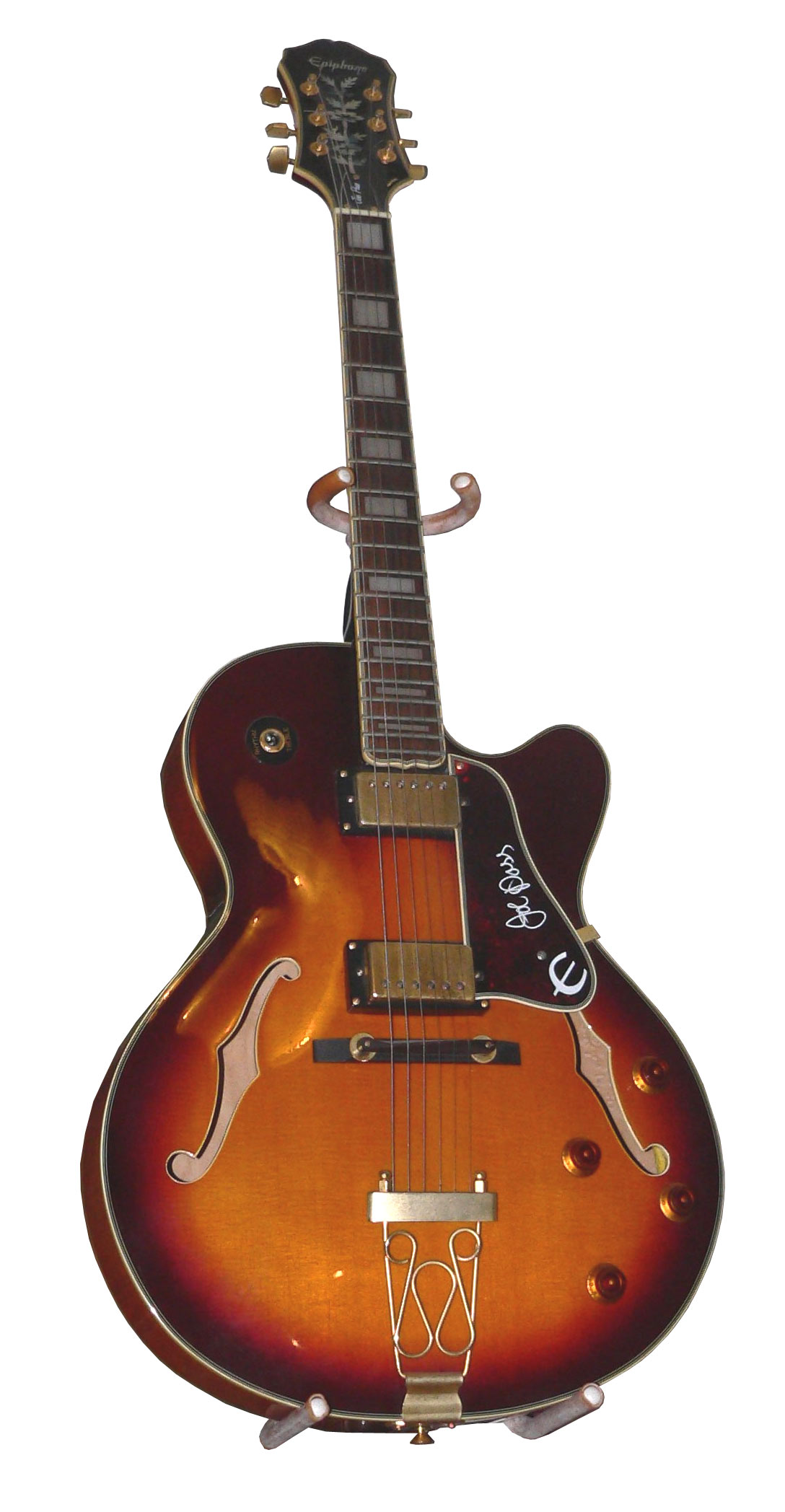
Jazzgitaar (Epiphone), model Joe Pass Emperor II

Een jazzgitaar is een gitaar die voornamelijk gebruikt wordt in de jazz. Door haar bouw en de gebruikte elementen (pick-ups) brengt ze een zachte en warme toon voort die typisch is voor de jazzmuziek. Dat archtopgitaren vaak als "jazzgitaar" worden aangeduid heeft te maken met het feit dat deze gitaren in de jaren dertig, toen de jazzbands floreerden, als eerste op grote schaal van een element werden voorzien.

## Productie van de 'jazztoon'

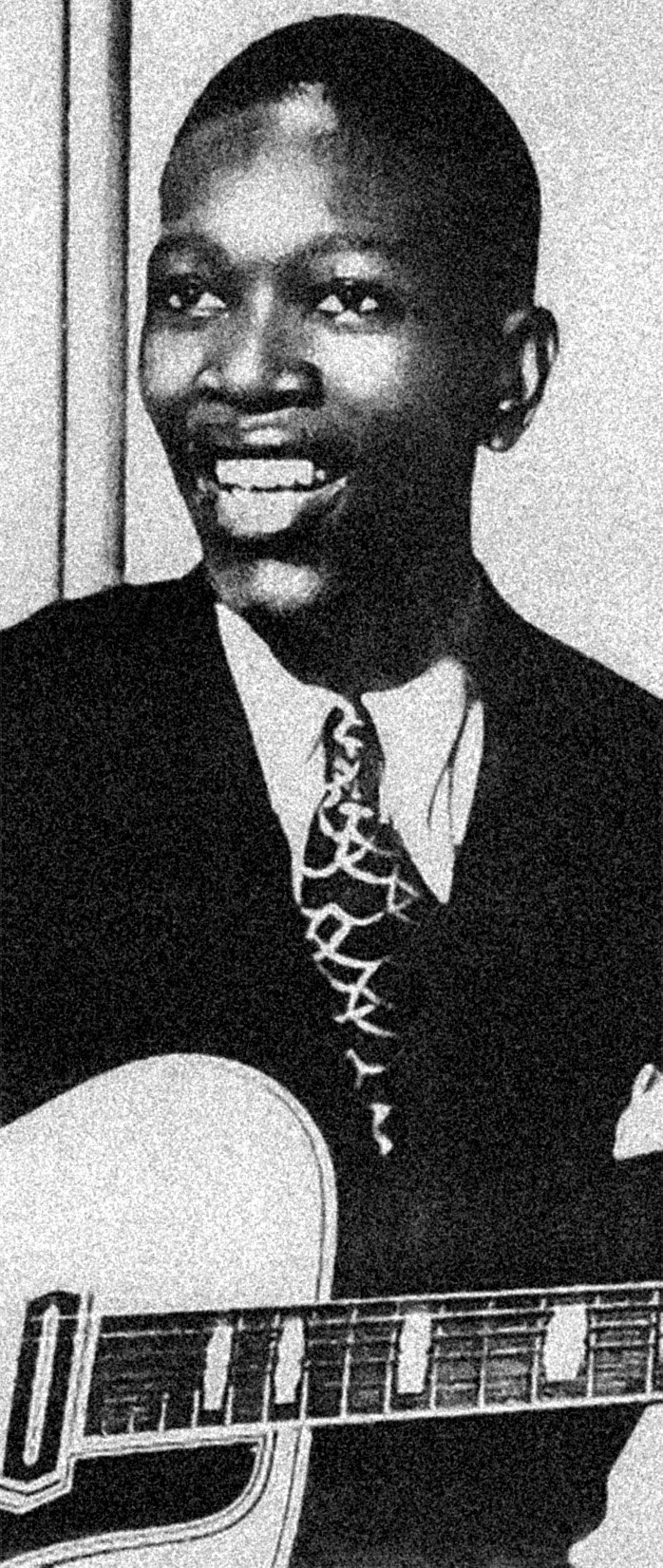
Charlie Christian
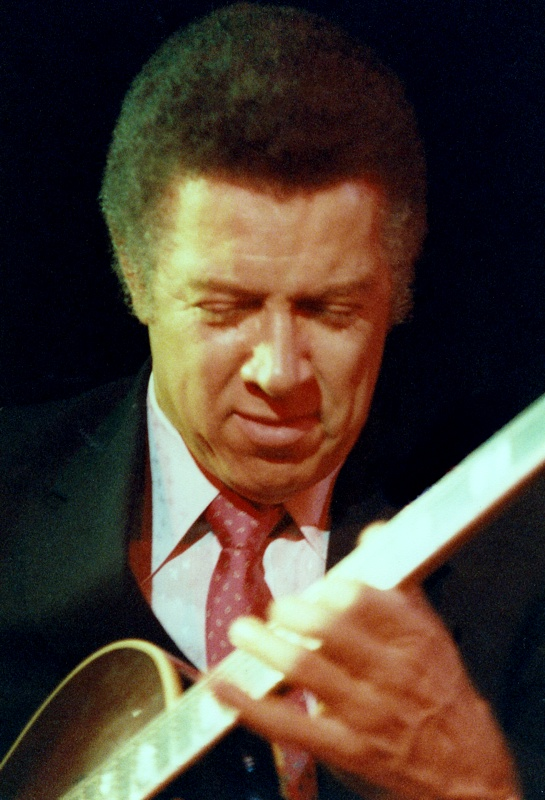
Kenny Burrell
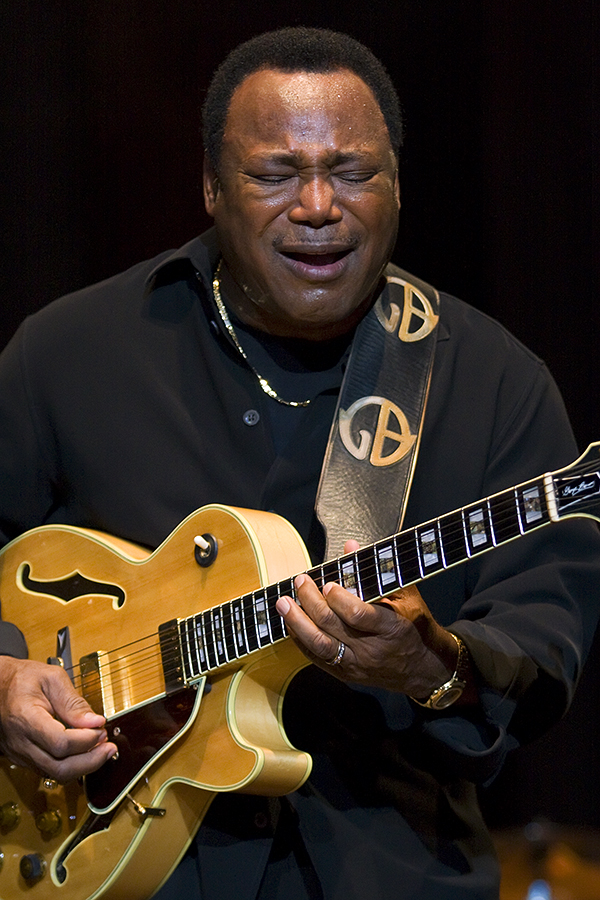
George Benson

Een jazzgitaar klinkt anders dan de gitaarpartijen in blues- of rocknummers. Dat heeft enerzijds te maken met de keuze van toonladders, akkoorden en composities, anderzijds ook met de uitrusting en de manier van spelen.
Om de 'jazztoon' te produceren maken gitaristen typisch gebruik van dikkere snaren (een setje .013–0.56 bijvoorbeeld), soms flatwound, en van het cleane kanaal van de versterker. Daarbij spelen ze gewoonlijk met het halselement en draaien ze de toneknop een eind terug om het scherp uit de toon te halen. Dat levert de ronde, wat saaie toon op waar de meeste jazzgitaristen naar op zoek zijn. Hoewel er ook voorstanders zijn van heldere enkelspoelelementen (ingebouwd bij Fendergitaren), zijn de warmer klinkende humbuckers (typisch voor de Gibsongitaren) populairder bij jazzgitaristen. Vervorming (overdrive, fuzz enz.) wordt zelden gebruikt, wel wat reverb op het cleane kanaal van de versterker. Ook de manier van spelen heeft effect op de toon: sommige jazzgitaristen spelen vooral met het plectrum, anderen fingerstyle of een combinatie van beide. Een aparte speelstijl was die van Wes Montgomery, die zijn duim als 'plectrum' gebruikte.

## Tonale kenmerken
In tegenstelling tot veel liedjes uit de pop, volks- of rockmuziek, die vaak worden opgebouwd op basis van een drietal akkoorden (majeure en mineure drieklanken), speelt de jazzgitarist akkoorden die vier of meer verschillende noten bevatten. Zo is het Cmaj7-akkoord samengesteld uit C-E-G (C majeur akkoord), waaraan dan een B wordt toegevoegd (B = 7e noot uit de C-majeur toonladder). De drieklank C-E-G waaraan een verlaagde B (Bes) wordt toegevoegd vormt het C dominant 7 akkoord (C7). Een ervaren jazzgitarist zal deze akkoorden ook op allerlei plaatsen van de toets van de gitaar kunnen spelen, met verschillende vingerzettingen. Elk van deze akkoorden (dominant, majeur, mineur, verminderd, vermeerderd enz.) levert een andere voicing op, klinkt niet helemaal hetzelfde. Om 'jazzy' te klinken is het dus niet langer voldoende om drie barréakkoorden te leren en die over de toets te verplaatsen. Het eerste dat een beginnend jazzgitarist leert, is dan ook het uitbreiden van zijn akkoordenarsenaal. Ook het aanleren van licks en riffs, en het spelen van improvisaties over die akkoorden is, zeker voor solospel, onontbeerlijk.

## Ritmische kenmerken
Traditioneel zal de jazzgitarist bij het 'compen', het ritmisch begeleiden, "four to the bar" spelen, vier tellen per maat. Naarmate zijn techniek verbetert, zal hij zich ook wagen aan meer complexe ritmen. In de geschiedenis van de jazz was de gitaar overigens lange tijd een ritme-instrument, en pas met Charlie Christian werd het ook als een volwaardig solo-instrument gezien.

## Keuze van de gitaar

### Elektrische modellen
Bij de elektrische variant zijn vooral de semiakoestische gitaar met klankgaten (bijvoorbeeld de Gibson ES-335) en de van een grotere, volledig holle klankkast voorziene archtopgitaar bijzonder populair bij jazzgitaristen. Een semiakoestisch model heeft minder te lijden onder feedbackproblemen, maar klinkt akoestisch zwakker en minder rijk dan een archtopgitaar, die zo nodig ook zonder versterker in een groep kan meespelen. Bekende fabrikanten van elektrische archtopmodellen zijn Gibson, Epiphone, Gretsch, Godin en Guild.

### Akoestische modellen
Ook de akoestische archtopgitaar heeft net als de viool f-gaten in het gewelfde bovenblad. Zij heeft stalen snaren, en wordt zowel als slag- als tokkelinstrument gebruikt. Naast de akoestische jazzgitaar met gebogen bovenblad bestaat ook nog de zogenaamde "Maccaferri"gitaar. Deze gitaar, oorspronkelijk ontworpen en gebouwd door Mario Maccaferri, is een beetje een kruising tussen een normale flattop-westerngitaar, de jazzgitaar en de Spaanse gitaar. Ze produceert een hardere, scherpere klank die geapprecieerd wordt door gipsyjazzmuzikanten.

### Alternatieven
Het materiaal waarmee gespeeld wordt (gitaren, snaren, versterkers, plectrums enz.) bepaalt voor een groot deel de voortgebrachte toon. Toch kan men jazzmuziek op gelijk welke gitaar spelen: op akoestische of elektrische modellen, met stalen snaren of nylon snaren.
De traditionele archtop single-cutaway hollowbodygitaar zoals de Gibson L-5 of de ES-175 wordt nog steeds door veel jazzspelers geprefereerd. Wes Montgomery's voorkeur voor deze modellen kreeg navolging bij onder meer Joe Pass, Herb Ellis en Pat Metheny.
Een wat minder traditionele keuze is de thin body, halfakoestische elektrische gitaar zoals de Gibson ES-335 die wordt gebruikt door gitaristen die een meer 'rocky' toon willen: Larry Carlton, Robben Ford, Lee Ritenour en John Scofield bijvoorbeeld.
Nog minder traditioneel binnen jazz is het gebruik van een solidbodygitaar, dus een gewone elektrische gitaar zonder klankgaten, een plank met snaren erop ("axe"). Bekende jazzmuzikanten die op een solidbody spelen zijn bijvoorbeeld Mike Stern, Pat Martino en John Abercrombie. Populair als jazzinstrument zijn de Fender Telecaster en de Fender Jazzmaster, een model dat Fender naar verluidt speciaal voor jazz zou hebben ontwikkeld. Ook de Gibson Les Paul en de SG blijken, met name door hun toon en goede sustain, heel geschikt om jazz op te spelen.

## Geschiedenis van de gitaar als jazzinstrument
Omstreeks 1930 kwamen er binnen de jazz gitaristen op het voorplan zoals Carl Kress (1907–1965), die in 1927 met trompettist Bix Beiderbecke een opname maakte. In Europa nam de Belgische gipsyjazzgitarist Django Reinhardt (1910–1953) platen op met zijn Quintette du Hot Club de France. Vanaf 1939 speelde Charlie Christian swingmuziek in de bigband van Benny Goodman, en in het beboptijdperk liet Tal Farlow zich opmerken met zijn virtuoze spel. Vanaf haar introductie in het jazzorkest, van Eddie Lang tot John Pizzarelli en verder, is de gitaar betrokken bij elke nieuwe ontwikkeling in de jazz.

### Jaren 1900 tot jaren 1920
De geschiedenis van de jazzgitaar wortelt in de traditie van de grote blueszangers die zichzelf begeleidden op de akoestische gitaar, zoals Blind Lemon Jefferson, Blind Arthur Blake, Big Bill Broonzy en Huddie "Lead Belly" Ledbetter. De banjo werd vanwege zijn groot volume het favoriete snaarinstrument in de vroege jazz van New Orleans en in dixielandmuziek. Banjospelers zoals Johnny St. Cyr (1890–1966) en Bud Scott (1890–1949) speelden ook gitaar in de jazzbands van de jaren 1910 en jaren 1920. Onder de vroege jazzspelers neemt Eddie Lang (1902–1933) een prominente plaats in naast Nick Lucas (1897–1982, Lonnie Johnson (1889–1970) en Snoozer Quinn (1907–1949).

### Jaren 1930
Tot de vroege jaren dertig maakten jazzorkesten zoals dat van Duke Ellington nog steeds gebruik van de banjo als ritmisch snaarinstrument, maar daar kwam verandering in. De gitaristen Carl Kress (1907–1965) en Dick McDonough (1904–1938) maakten als duo een opname in 1934. Kress speelde al sinds 1926 bij het Paul Whiteman Orchestra en nam in 1927 een plaat op met de trompettist Bix Beiderbecke. Hij speelde aanvankelijk banjo en viersnarige gitaar, en maakte de overgang naar de zessnarige gitaar in de jaren dertig. Kress gebruikte een onorthodoxe gitaarstemming die hij zelf had bedacht (Bb-F-D-G-A-D in plaats van E-A-D-G-B-E), en dat was bijvoorbeeld de reden dat de latere gitaarvirtuoos George Van Eps van zijn vader het verbod kreeg om bij hem te studeren. Kress speelde in de jaren vijftig in de televisieshow van Gary Moore en in de jaren zestig in een duo met George Barnes. McDonough was zelf orkestleider van enkele bands die op de radio te horen waren, en trad onder meer op met de Dorsey Brothers.
Andere succesvolle jazzgitaristen uit deze periode waren George Van Eps (1913–1998) en Freddie Green (1911–1987), die gedurende 50 jaar slaggitaar speelde in het orkest van Count Basie. George Van Eps (1913–1998), zoon van de banjospeler Fred Van Eps, begon reeds in 1934 op te nemen en zijn laatste plaat dateert van 1996. Hij staat ook bekend als de uitvinder van de zevensnarige gitaar in de jaren vijftig. In Europa sloeg de jazz met het Quintette du Hot Club de France een nieuwe weg in. Django Reinhardt (1910–1953), die samen speelde met de Franse violist Stéphane Grappelli (1908–1997), werd als solist, begeleider en componist een invloedrijke figuur onder de jazzgitaristen.
De geschiedenis van de jazzgitaar bereikte een keerpunt met de ontwikkeling van het magnetische element en de versterker. De elektrische gitaar werd vanaf toen niet langer overstemd door hoorns, trommels en piano en de gitarist kon nu behalve akkoorden ook melodieën spelen. Een van de allereerste jazzgitaristen die van de nieuwe mogelijkheden van de elektrisch versterkte gitaar gebruikmaakte, was Eddie Durham (1906–1987). Durham toonde het instrument in 1937 aan Charlie Christian (1916–1942) en aan Floyd Smith. Op 16 maart 1939 nam Smith het nummer Floyd's Guitar Blues op, misschien wel de eerste hit met elektrische gitaar. Maar het was Charlie Christian die de centrale figuur van de elektrische gitaar zou worden. Benny Goodman nam hem na een auditie op 16 augustus 1939 in zijn orkest op en al snel verwierf de jonge muzikant bekendheid met zijn snelle, geïmproviseerde solo's. Christians belangrijkste invloed was in die tijd Django Reinhardt, van wie hij de solo’s noot voor noot leerde naspelen.

### Jaren 1940
In de jazzbands van de jaren veertig hadden jazzgitaristen zich stevig ingenesteld als solisten en begeleiders. Binnen de jazz en de populaire muziek kreeg Oscar Moore (1916–1981) naamsbekendheid doordat hij samenspeelde met Nat King Cole. Moore trad een tiental jaar op met Cole en was een pionier voor de rol van jazzgitaar in kleinere jazzensembles. Hij speelde ook samen met Lionel Hampton en Art Tatum. Bill DeArango (1921-2005) speelde gitaar met musici van het kaliber van Coleman Hawkins en Dizzy Gillespie. Billy Bauer (1915-2005) was een lid van de eerste "Herd" van Woody Herman en speelde ook met Benny Goodman en Jack Teagarden. Onder meer door Bauer, die met Lennie Tristano en later met Lee Konitz samenspeelde, werd de gitaar ook meer en meer bij bebop ingezet.

### Jaren 1950 en 1960
In de jaren vijftig wist Herb Ellis in het Oscar Peterson Trio techniek en elegante frases te combineren op een manier die een groot publiek aansprak. In dezelfde periode bewees Tal Farlows virtuoze spel dat de gitaar ook in de bebop haar plaats tussen andere solo-instrumenten zoals saxofoon en trompet verdiende. Kenny Burrell (1931) maakte in de jaren vijftig opnames met Dizzy Gillespie en John Coltrane, en leidde zijn eigen bands. Lenny Breau (1941–1984) speelde naast fingerstyle solojazz in een groot orkest ook improvisaties in kleinere ensembles. Daarbij maakte hij gebruik van muziekelementen zoals close voicings, flamencostijlgitaar, verschillende ritmes, modale jazzharmonie, en beschikte daarvoor over een grondige kennis van akkoordomkeringen en -substituties, en van de bebop zelf. Charlie Byrds (1925–1999) opnames met nylonsnarige gitaar, samen met saxofonist Stan Getz, deden veel om de Braziliaanse bossanova en sambamuziek in Noord-Amerika populair te maken.
In de jaren zestig verkozen veel gitaristen om in kleinere ensembles te spelen, zoals Jim Hall, die zijn beste werk deed in duo's met Bill Evans, Ron Carter en anderen. Wes Montgomery was een autodidactisch gitarist die een unieke sound had doordat hij in hardbopopnamen in de jaren vijftig en zestig zijn rechterduim in plaats van een plectrum gebruikte. Joe Pass pionierde in die periode als sologitarist met akkoordsubstituties in zijn duo's met Ella Fitzgerald. Grant Green trad in de jaren zestig op in een 'organ trio' (hammondorganist, drummer en gitarist in dit geval); fusiongitaristen zoals Larry Coryell (1943–2017), John McLaughlin, Pat Metheny en Allan Holdsworth combineerden het geluid en de energie van rock met de improvisatie uit de jazzstijl.

### Jaren 1970 en 1980
John McLaughlin was in de jaren zeventig een pionier van de jazzrock (ook: jazzfusion genoemd). Een ander icoon van de jazzfusion en de postbop, John Abercrombie, nam in die periode platen op met Billy Cobham, Jack DeJohnette en de Brecker Brothers. Pat Metheny is een gitarist uit Missouri die ook leider van een eigen band is: de Pat Metheny Group met Lyle Mays op piano. Allan Holdsworth is een fusionvirtuoos, bekend om zijn vloeiende, chromatische lijnen en om zijn kenmerkende legato gitaartechniek. Holdsworths invloed liet zich ook gelden buiten de jazz, met name bij hardrockgitaristen zoals Eddie van Halen, Fredrik Thordendal en Joe Satriani. Ted Greene, een sologitaar performer en muziekpedagoog, beïnvloedde op zijn beurt LA-gitaristen zoals Steve Vai en Steve Lukather.
Mike Stern, die op de voorgrond kwam met Miles Davis in de jaren tachtig, toont in zijn lang uitgesponnen improvisaties een unieke kijk op het fuseren van bluesrockgitaar met bebop. Bill Frisell introduceerde folk- en bluegrassmuziek in jazz, terwijl John Scofield in deze periode samenwerkte met artiesten zoals Miles Davis en Billy Cobham, en groepen zoals Medeski Martin & Wood. Scofield voelt zich evengoed op zijn gemak in het bebopidioom, als in jazzfusion, funk, blues en soul.

### Traditionalisme en vernieuwing
Begin jaren tachtig werden de radicale experimenten van de jaren zeventig opgevolgd door de meer radiovriendelijke smooth jazz. Gitarist Pat Metheny mixte de geluiden van blues, country en wereldmuziek samen met rock en jazz. Hij speelde zowel op de akoestische flattopgitaar als de elektrische gitaar met een zachtere toon, waaraan het bekende choruseffect werd toegevoegd om de klank te verbreden. In de loop van de jaren tachtig ontstond er ook een school neotraditionalistische gitaristen die aansluiting zochten met het verleden. In hun streven naar een ronde, zachte toon maakten ze opnieuw gebruik van de traditionele hollow body archtopgitaar zonder elektronische effecten, vaak gespeeld door (oude) buizenversterkers die een warmere toon produceerden.
Dat spelers zoals Bobby Broom, Peter Bernstein, Howard Alden, Russell Malone en Mark Whitfield de klanken van de traditionele jazzgitaar nieuw leven inbliezen, betekende ook een stimulans voor bouwers van hollowbodyjazzgitaren. In de vroege de jaren negentig begonnen veel kleine zelfstandige bouwers met het maken archtopgitaren.
Ook na 2000 blijft het jazzgitaarspel evolueren. Sommige gitaristen gaan de latinjazztoer op, in acidjazzdansclubs worden samples met muziek van Wes Montgomery gebruikt, en ook gitaristen als Bill Frisell zijn moeilijk in een bepaald vakje te stoppen.